# Амаргоса
А́марго́са (англ. Amargosa River; [ˈæmərˈgousə]) — пересыхающая река на юго-западе штата Невада и востоке штата Калифорния, США. Длина реки — 298 км, площадь водосборного бассейна — 14 245 км²

## Название
Название реки происходит от испанского слова amargo (горький) и, вероятно, является сокращением изначального словосочетания agua amargosa (горькая вода).

## География

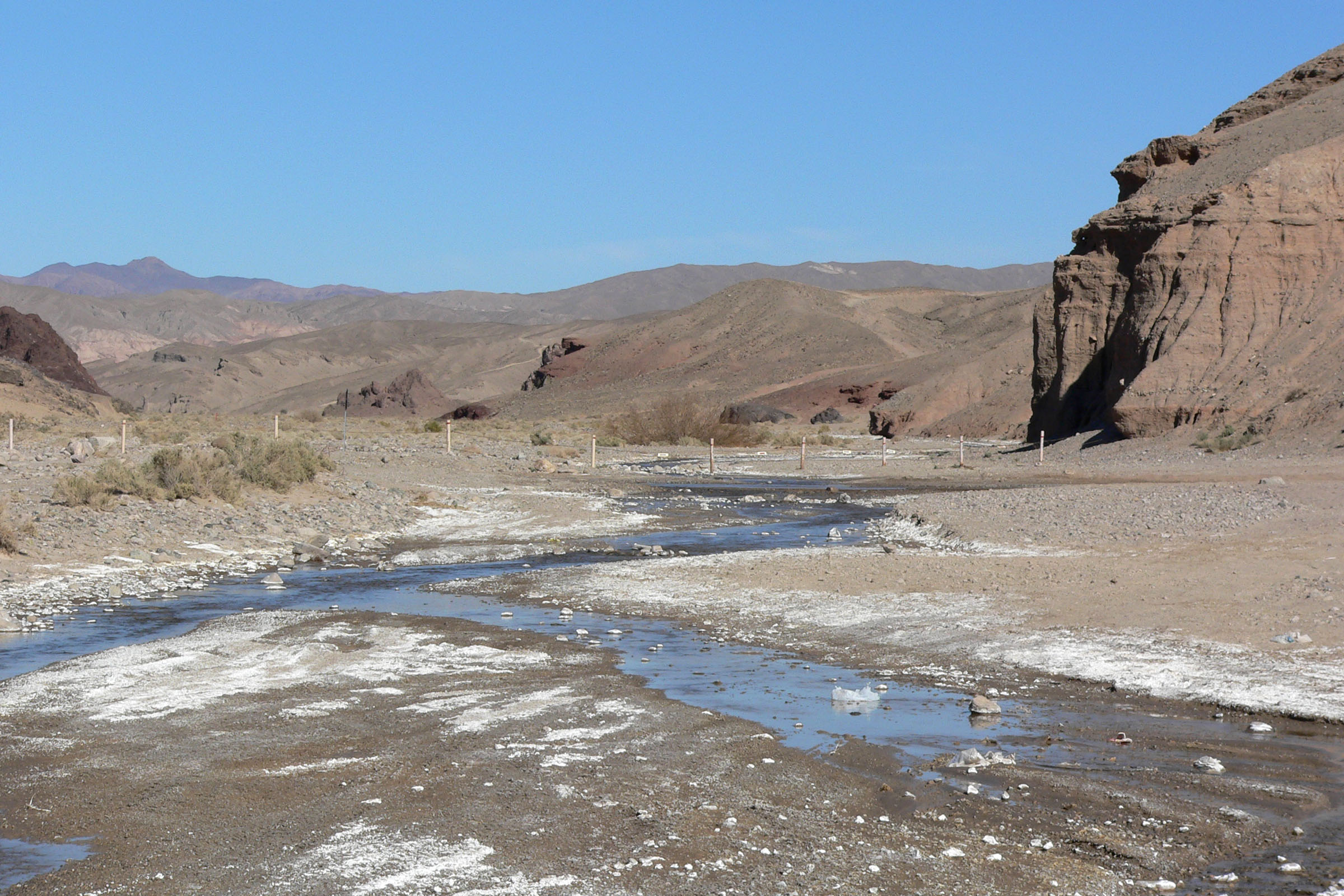
Река Амаргоса в районе Дамонт-Дьюнс, Долина Смерти

За исключением внезапных паводков, причиной которых являются сильные ливни, большую часть года на поверхности река Амаргоса представляет собой сухое русло. За исключением участков близ населённых пунктов Битти и Такопа, в каньоне реки Амаргоса, водоток обычно имеет подземный характер. Только в каньоне близ реки развита обильная прибрежная растительность и богатый животный мир, существующие здесь благодаря наличию воды.
Река Амаргоса берёт начало в невадском округе Най, на высоте около 370 м над уровнем моря, на территории тестового района Паюте-Меса (Невадский ядерный полигон). В верхнем течении река течёт в юго-западном направлении, а возле населённого пункта Битти она поворачивает на юго-восток, протекая через узкий проход и вытекая из него в пустынный регион Амаргоса. На значительной части верхнего течения река протекает почти параллельно автомобильной дороге № 95 (U.S. Route 95). Протекая через населённый пункт Амаргоса-Вэлли, река покидает территорию Невады и входит на территорию калифорнийского округа Иньо.
В Калифорнии река течёт почти параллельно дороге штата № 127, протекая через населённый пункт Дэт-Вэлли-Джанкшн. Ниже, вплоть до населённого пункта Шошоне, река течёт между горными хребтами Рестин-Сприн (слева) и Гринуотер (справа). Ниже Шошоне река вновь течёт вдоль дороги № 127 вплоть до Текопы. Ещё ниже Амаргоса следует через каньон между хребтами Сперри-Хилс и Диаманд-Хилс. Река втекает в калифорнийский округ Сан-Бернардино, поворачивает на запад и входит на территорию национального парка Долина Смерти между южной оконечностью хребта Амаргоса и хребтом Авауац. Ниже река поворачивает сперва на северо-запад, а затем на север, вновь входя на территорию округа Иньо, где протекает между горными хребтами Аулсхед и Айбекс-Хилс. Река заканчивается во впадине Бэдуотер, высота которой составляет 86 м ниже уровня моря. Исчезая в песчаной почве, Амаргоса питает водоносный горизонт, который является остатком крупного доисторического озера Мэнли.

### Расход воды
Геологическая служба США осуществляет наблюдение за расходом воды в реке Амаргоса на гидрологическом посту в 0,3 км к западу от Текопы. Средний расход воды составляет около 0,11 м³/с. Площадь водосбора реки — около 8000 км², что составляет приблизительно 60 % от общей площади бассейна. Максимальный расход воды был зафиксирован на посту 16 августа 1983 года и составил 300 м³/с. В отдельные дни время от времени отмечается минимальный расход (0 м³/с).